# Karl III av Parma
Karl III av Parma (italienska: Carlo III), döpt till Ferdinando Carlo, född 14 januari 1823, död 27 mars 1854 i Parma, var hertig av Parma och Piacenza 1849-1854. Son till Karl II av Parma och Maria Teresa av Savojen (dotter till Viktor Emanuel I).

## Biografi
Den 17 december 1847 dog hertiginnan Marie Louise av Parma och genom en då trettioårig överenskommelse blev Karls far hertig Karl II av Parma. Han regerade hertigdömet i endast ett par månader. 
I och med en revolution i mars 1848 flydde Ferdinando Carlo från Parma, men togs tillfånga vid Cremona. Den 24 mars 1849 tillkännagavs Karl II:s abdikation. Familjen sökte sin tillflykt i Storbritannien. I augusti 1848 marscherade den österrikiska armén in i Parma och återställde officiellt Karl II på tronen. Ferdinando Carlo och hans familj förblev dock i England, eftersom striderna fortsatte i hertigdömet. 
Där erhöll han titeln hertig av Parma och Piacenza under namnet Karl III, efter faderns abdikation i april 1849. Den 18 maj 1849 anlände Karl III till Parma, men for åter två dagar senare. Han tog inte över administrationen av hertigdömet förrän den 25 augusti.
På kvällen den 26 mars 1854 tog Karl en promenad på gatorna i Parma. Han överfölls och knivhöggs av anarkisten Antonio Carra, som flydde från platsen. Karl fördes till Palazzo di Riserva, där han dog följande dag 31 år gammal. Hertigdömet övertogs av sonen Robert I i ett förmyndarskap av Karls hustru Louise av Berry. 
Karl III:s kropp begravdes i Cappella della Macchia nära Viareggio. Hans hjärta placerades i en urna i kryptan i helgedomen Santa Maria della Steccata i Parma.

### Familj
Ferdinando Carlo gifte sig 1845 med Louise av Berry (1819-1864), dotter till prins Charles Ferdinand av Frankrike, hertig av Berry och Carolina av Bägge Sicilierna. I äktenskapet föddes barnen: 
1. Margarita av Bourbon-Parma (1847-1893) gift med Don Carlos, hertig av Madrid (1848-1909)
2. Robert I av Parma (1848-1907)
3. Alicia (Alice) av Bourbon-Parma (1849-1935) gift med Ferdinand IV av Toscana
4. Enrico av Bourbon-Parma (1851-1905) gift med 1) Maria Immaculata av Bourbon-Sicilien (1855-1874), 2) Adelgunde av Portugal (1858-1946)